# آقبينار (أديامان)
آقبينار (بالتركية: Akpınar)‏ هي قرية كرديّة تتبع إداريّاً لمديرية أديامان في محافظة أديامان التركية الواقعة في جنوب شرق الأناضول. وبلغ عدد سكانها 716 نسمة في عام 2021.